# Грег Мортенсон
Ґреґ Мортенсон (англ. Greg Mortenson; нар. 27 грудня 1957, Мінесота) — американський гуманіст, письменник, колишній альпініст. Співзасновник та колишній виконавчий директор некомерційної організації Інститут Центральної Азії, де він мав піти з посади виконавчого директора у зв'язку з розслідуванням Генерального прокурора Монтани. Засновник освітньої благодійної програми Пенні задля миру.
Мортенсон — співавтор книги «Три чашки чаю», що перебувала у списку бестселерів New York Times впродовж 220 тижнів. Книга була опублікована 47 мовами. Мортенсон також є автором книги Каміння в школи.
Мортенсон був розкритикований, зокрема, письменниками Пітером Хесслером і Джоном Кракауером, та звинувачений у тому, що в своїй благодійній організації вдавався до фінансових маніпуляцій. Кракауер написав, що книга Мортенсона «Три чашки чаю» «пронизана брехнею».

## Ранні роки життя
Мортенсон народився 1957 року в Сант-Клауд (Мінесота). Його батько, Ірвін на прізвисько Демпсі, та мати, Джерін, відправилися до Таганьїки (нині — Танзанія) у 1958 році разом із лютеранською церквою, щоб стати вчителями в школі для дівчаток. У 1961 році батько зайнявся збором коштів та став директором з розвитку Християнського медичного центру Кіліманджаро — першої навчально-клінічної лікарні в Танзанії. Мати Грега заснувала Міжнародну школу Моші (нині — Східноафриканський коледж об'єднаного світу).
На початку 1970-х, коли йому було 15 років, Мортенсон і його сім'я залишили Танзанію і повернулися до Мінесоти. Він ходив до школи в місті Розвелл (Міннесота) з 1973 по 1975 роки. Після закінчення середньої школи, Мортенсон служив в американській армії в Німеччині з 1975 по 1977 і був нагороджений армійською похвальною медаллю. Після армії він вступив до Конкордійського коледжу в Мінесоті. З 1977 по 1979 роки навчався на спортивній (футбольній) стипендії, граючи у збірній коледжу. Мортенсон закінчив Університет Південної Дакоти в 1983 році зі ступенем бакалавра у галузі ліберальних досліджень і асоційованим ступенем медбрата.

## Гуманітарна робота та кар'єра

### Початок на К2

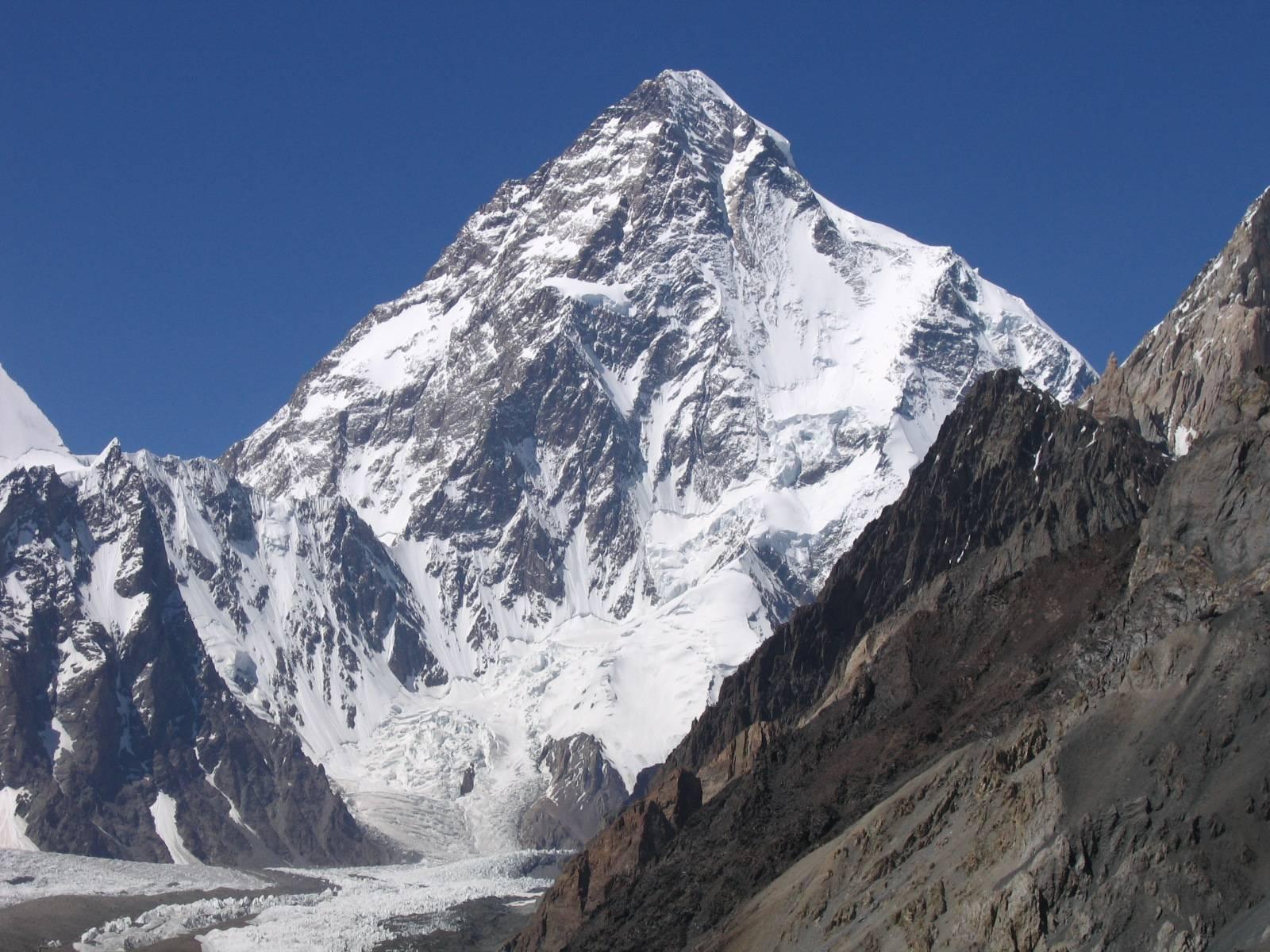
K2

Мортенсон описує початок своєї гуманітарної діяльності у своєму бестселері, «Три чашки чаю». Книга описує, що Грег відправився до північного Пакистану в 1993 році, щоб піднятися на другу за висотою гору в світі, К2, в пам'ять своєї померлої сестри Крісти. Після понад 70 днів на горі, розташованій в регіоні Каракорум, Мортенсону не вдалося досягти вершини. Безпосередньо до цього, Мортенсон разом з його товаришем-альпіністом Скоттом Дарсні були задіяні в 75-годинному поході задля порятунку іншого альпініста Етьєна Фіна. Цей похід суттєво послабив їх, позбавив сил. Після порятунку товариша, Мортенсон спустився з гори та відправився разом з місцевим провідником балті до найближчого міста.
Як зазначається у книзі, на зворотньому шляху Мортенсон помилився дорогою, зробивши неправильний поворот на стежці, яка врешті привела його до невеличкого села Корфе. Фізично виснажений, хворий, Мортенсон залишився у Корфе: ним опікувалися місцеві, аж доки він не видужав.  Щоб виразити цій спільноті балті свою вдячність, Мортенсон пообіцяв збудувати школу для села: він побачив, що діти навіть у холодну пору року навчаються просто неба, а вчитель до них може прийти лише кілька разів на тиждень. В інтерв'ю 2011 року Мортенсон зазначив, що інформація про його перебування в Корфе з книги є неточною, і що насправді ці події мали місце протягом довшого часу та окремих поїздок.